# Edmond Laroche
Edmond Laroche, född 1896, var en schweizisk bobåkare. Han deltog vid olympiska vinterspelen 1924 i Chamonix i det andra schweizisk laget i fyrmansbob, som bröt tävlingen efter första åket.